# Culture latine
 (avril 2017).
Si vous disposez d'ouvrages ou d'articles de référence ou si vous connaissez des sites web de qualité traitant du thème abordé ici, merci de compléter l'article en donnant les références utiles à sa vérifiabilité et en les liant à la section « Notes et références ».
Dans le sens premier du terme, la culture latine est la culture des Latins, peuple habitant la région du Latium durant l'Antiquité. Par extension, la culture latine désigne la culture de la Rome antique et de l'Empire romain qui a diffusé dans la civilisation romaine sur toutes les provinces conquises.

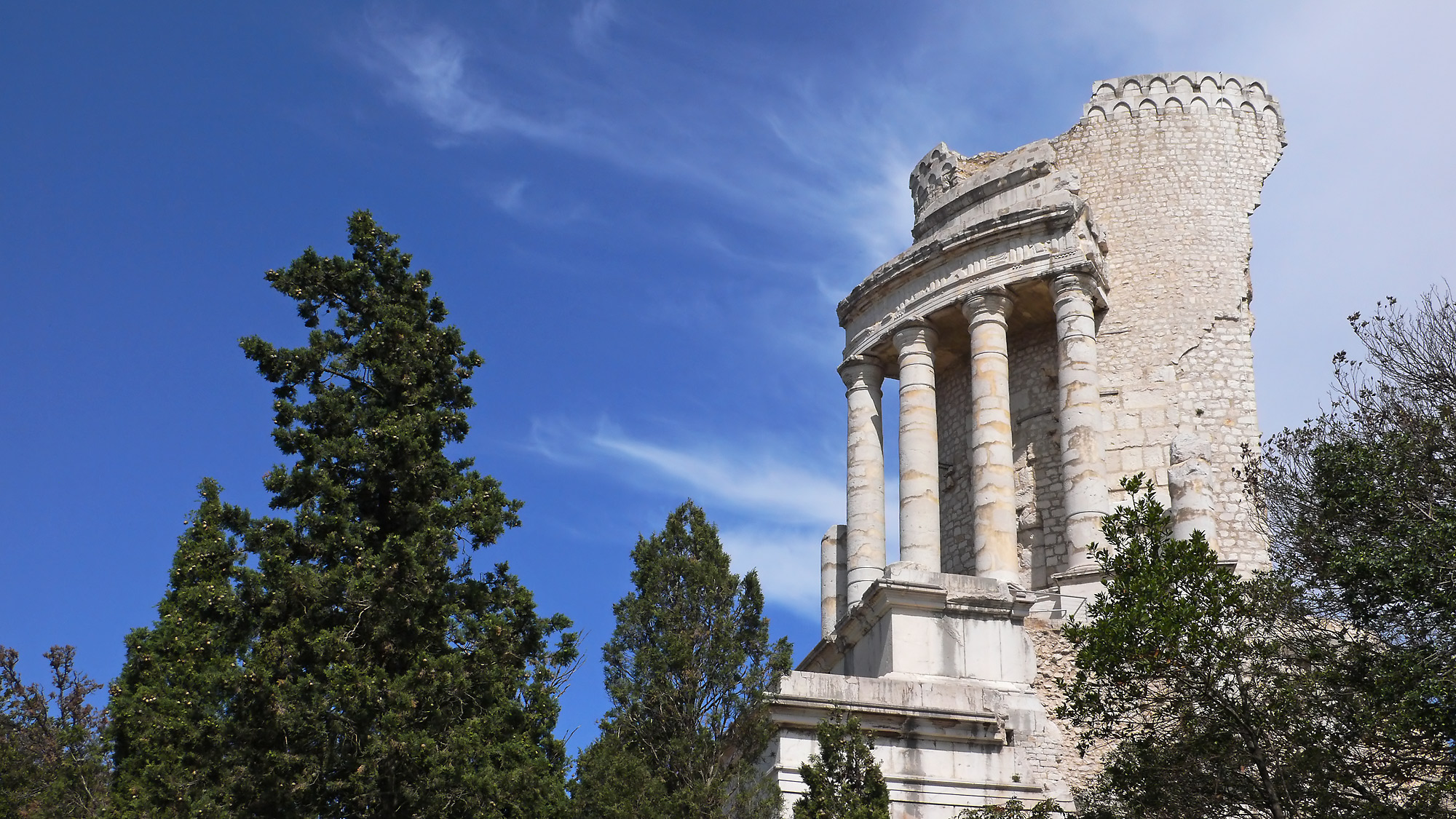
Le Trophée des Alpes, édifié sous Auguste.

## La culture latine
Dans l'Antiquité, Rome était une importante puissance militaire. Au cours de plus de mille ans d'histoire, la cité développa son empire, en créant une civilisation remarquable, gravant dans le marbre la référence des civilisations qui lui succédèrent en s'en réclamant.

### Empire romain
L'expansion de Rome, comme pour tout processus de conquête et de colonisation, induit un processus de diffusion de la culture romaine appelé romanisation.
Durant la période de cinq siècles allant de 27 av. J.-C. à 476 apr. J.-C., l'État romain s'est agrandi au point d'englober un territoire allant de la Maurétanie tingitane (Maroc actuel) jusqu'à la Mésopotamie, et de la Britannie (Angleterre et Pays de Galles actuels) jusqu'à l'Égypte, créant ainsi l'une des plus grandes entités politiques de l'Histoire, qui influença profondément le monde méditerranéen, sur le plan culturel, linguistique et finalement religieux, tout en assurant la conservation de la civilisation grecque antique reçue en héritage. La période impériale fut aussi un temps de développement des échanges économiques, facilité par la construction d'un important réseau routier, parfois encore existant, et de nombreuses villes, devenues par la suite des métropoles d'Europe occidentale (Paris, Londres, Lyon, Strasbourg, Barcelone, etc.).

### Gouvernement romain
Rome connut trois types de régimes :
- la Royauté romaine, de -753 à -509 ;
- la République, de -509 à -27 ;
- l'Empire, de -27 à 476.

Note : L'Empire romain survécut en Orient à la chute de Rome, sous l’appellation d'Empire byzantin, jusqu'à la chute de Constantinople en 1453.

### Culture romaine
- Architecture romaine et Technologie de la Rome antique
- Littérature latine
- Noms romains
- Art de la Rome antique
- Urbanisme romain

### Droit romain
Le droit romain désigne le droit édicté dans la République romaine et l'Empire romain ainsi que les textes des jurisconsultes qui s'y rapportent. Du fait de son influence multiséculaire et de son intégration dans les ordres juridiques européens, on utilise aussi l'expression pour désigner la technique juridique issue de cette tradition romaniste.
Le droit romain est considéré comme l'un des premiers systèmes juridiques de l'histoire. Il n'est pas dégagé de la coutume : le droit civil des Romains étant à la fois non écrit (coutumes) et écrit. Il n'est pas non plus dégagé de la religion : la jurisprudence étant, par définition, la connaissance des réalités divines et humaines.
L'expérience juridique romaine au sens strict couvre plus d'un millénaire depuis la loi des Douze Tables autour de 450 av. J.-C. jusqu'au Corpus juris civilis de l'empereur Justinien vers 530. La législation romaine, préservée par les « compilations de Justinien » (Institutes, Code, Digeste, Novelles), soit une gigantesque compilation des textes des jurisconsultes et des constitutions impériales, devient la base juridique de l'Empire byzantin, et plus tard de l'Europe continentale et au-delà (Amérique latine, Afrique du Sud).

### Religion romaine
La religion de la Rome antique ou les religions des Romains est l'ensemble des pratiques et croyances religieuses que les Romains considéraient comme proprement romaines (on peut alors parler de Religion romaine, ou de religion publique de Rome), ainsi que les nombreux cultes importés à Rome ou pratiquées par les populations faisant partie de l'Empire romain. En latin, le mot "Religio" ne signifie pas Religion mais plutôt obligation rituelle et s'emploie souvent au pluriel. Il faut garder cette nuance à l'esprit pour éviter les confusions terminologiques.
- Rites funéraires de la Rome antique

### Vie romaine
La vie des Romains est différente selon la classe socio-économique ou l'époque. On peut cependant décrire les grandes influences qui ont pesé sur la vie des Romains et leurs conséquence du VIIe siècle av. J.-C. au Ve siècle. 

## Culture gréco-romaine
L'origine de la culture latine réside dans la civilisation gréco-romaine. Cette civilisation, née de la rencontre entre la culture de la Grande-Grèce et celle de Rome, s'est implantée dans l'ensemble de l'Empire (tout du moins dans l'Empire romain d'Occident, l'Empire romain d'Orient ayant tôt fait de revenir à une pratique linguistique du grec).
Ces derniers avaient des habitudes alimentaires, vestimentaires, sociales, linguistiques, architecturales, etc. qu'ils ont transmises aux peuples occupant les territoires faisant partie de l'empire.

### Écriture et numération
La diffusion de l'alphabet latin et le maintien de l'alphabet grec font partie de l'héritage gréco-romain. L'alphabet latin avec quelques évolutions mineures s'est imposé dans la plupart des pays d'Europe et d'Amérique.
De surcroît, les Romains dans les derniers siècles de l'Empire ont adopté une nouvelle forme du support écrit, le codex qu'ils nous ont légué sous la forme du livre relié.
Supplantés par les chiffres indo-arabes mieux adaptés à la numération décimale, les chiffres romains sont encore souvent utilisés en Europe et en Amérique, plutôt pour des valeurs peu élevées.

### Langues latines
L'empire romain a laissé un héritage linguistique en dehors de l'Italie, bien que le mode de transmission nous soit encore inconnu. Ces langues sont devenues des formes locales de roman, avant de devenir les futures langues romanes actuelles.
D'autres langues, souvent germaniques, possèdent une grande variété de mots d'origine latine et/ou d'une langue romane. L'alphabet des langues germaniques et de certaines langues slaves et turques est latin.

### L'alimentation
Les Romains, de par leurs techniques avancées et leur niveau de vie, avaient une alimentation plus variée que dans certaines régions périphériques, notamment dans le nord. La place des légumes et des céréales était notamment plus importante, en particulier les produits méditerranéens (huile d'olive, vin, blé...).
Certains traits de ce mode de vie se sont exportés avec l'immigration en Amérique (Argentine, Chili, Uruguay et sud Brésil) dans la mesure où le climat est favorable à ces produits.

### Vestimentaire
Les Romains vivant majoritairement en région méditerranéenne, le style vestimentaire latin « traditionnel » a évolué vers des vêtements souvent légers. Le côtoiement des cultures arabes et latines donna naissance à une panoplie de styles vestimentaires bordés de dentelles ou d'ornements de tissus.

### Architecture latine

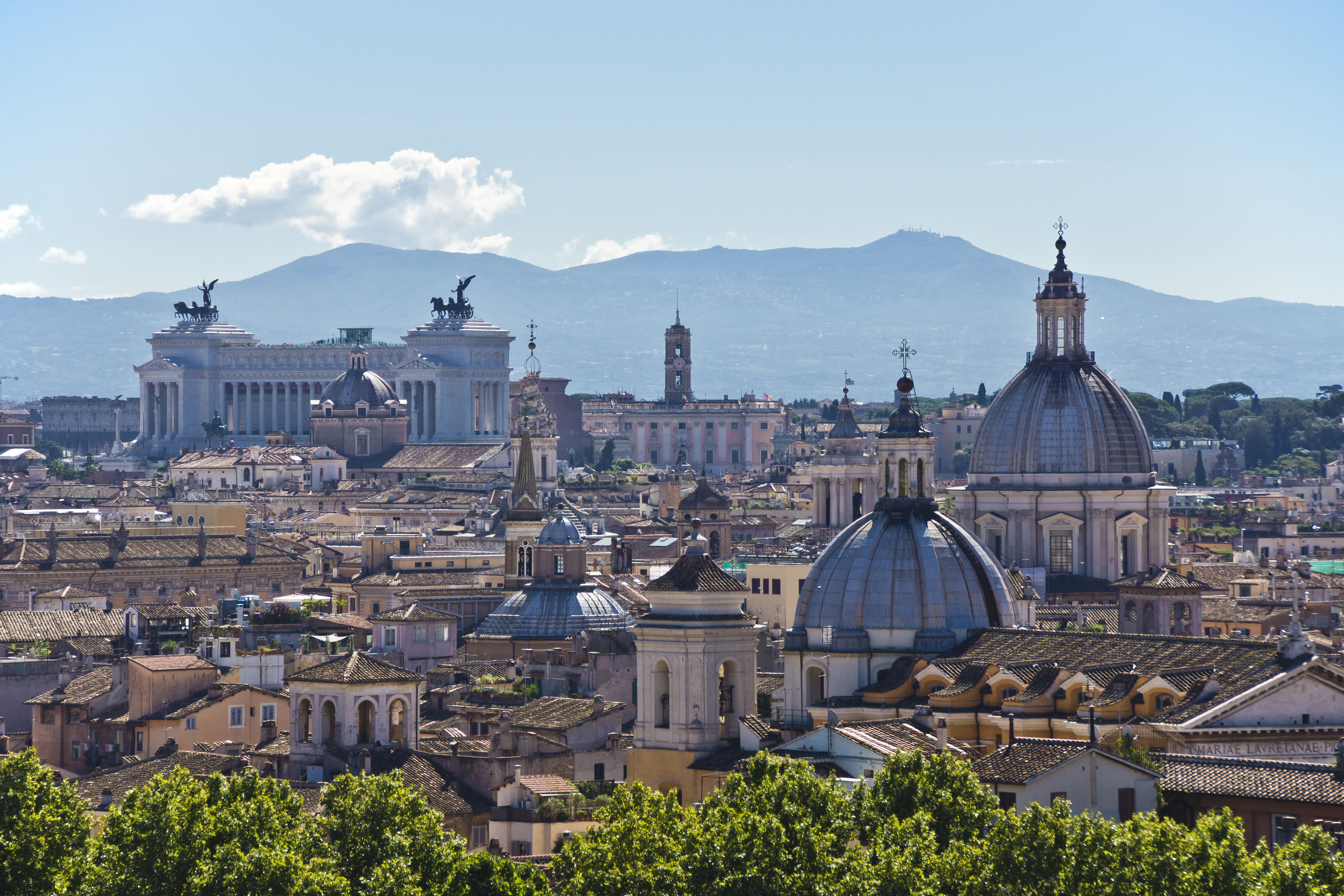
La ville de Rome

L'architecture romaine est directement issue des influences méditerranéennes. On y retrouve souvent des villes très denses, organisées avec des îlots fermés et des systèmes de cours. L'espace public y tient un rôle bien plus important que dans les pays d'Europe tempérée.
L'image première, diffusée à grande échelle, de l'architecture méditerranéenne fut celle de la Grèce antique, qui influença jusqu'en Inde et en Égypte certaines réalisations du domaine architectural. À la suite de l'étalement de la culture des peuples grecs sur la «grande Grèce» (péninsule italienne) leurs techniques architecturales ont d'abord été reprises, puis améliorées, pour être enfin diffusées dans tout l'Empire romain. L'architecture étant le déterminant visuel majeur de la culture elle fut mise en place dans toutes les provinces de l'empire. Dans tout l'empire il y eut réaménagement et constructions de villes romaines à grande échelle. Par ce moyen l'empire devait s'imposer comme seule dominante du pouvoir public, instaurant leurs administrations des services publics qui étaient à l'époque majoritairement des services d'infrastructures (aqueducs, égouts, routes).
Les aménagements d’égouts, d'aqueducs et des cours d'eau mineurs au sein d'une ville ou d'un quartier étaient souvent un héritage direct des Romains. Entre autres, l'aménagement de bains publics et l'exploitation des sources thermales dans tout le monde européen et maghrébin a de fortes influences latines.
L'aménagement des espaces publics latins est également à souligner. Depuis la place centrale au stade, en passant par les nombreux types de théâtres. La forme ronde (et parabolique) permet en effet la diffusion du son, et donc de le transporter sur une plus grande surface. L'amphithéâtre atteignit ainsi une plus grande proportion de la population. Les assemblées publiques d'ordres politique ou judiciaire étaient également plus accessibles.
Les routes romaines et les ponts arqués, disposés à l'origine pour le transport des troupes romaines, sont parfois encore en usage aujourd'hui. Leur conception exceptionnelle, très stratifiée, leur donnait une durée de vie difficilement calculable. Ces routes avaient également et surtout une fonction stratégique, notamment le déploiement rapide de forces armées sur de grandes distances.

#### Parlementarisme et sénat
Le sénat romain, le parlementarisme et les préfets furent une structure antique de l'Empire romain. Les préfets étant les maîtres administratifs délégués pour une région, le parlement et le sénat romain étant des structures politiques, parfois influencées par les grecques, qui permirent à l'empire de promulguer le pouvoir suprême à l'empereur tout en laissant un conseil exécutif s'exprimer sur les décisions et les projets apportés.

#### Église politique
La religion chrétienne catholique était la religion de l’État sous le bas-empire. Bien qu'elle n'en soit pas le berceau, les Romains ont permis la diffusion de la religion chrétienne, et lui ont donné des impulsions politiques décisives au IVe siècle apr. J.-C. avec les empereurs Constantin Ier et Théodose Ier.
Aujourd'hui encore, Rome continue à être à la fois le centre historique de l'Église catholique (caput mundi), monde universel qu'elle a prétendu diriger au travers de l'Occident chrétien. Le pape porte encore le titre romain antique de pontifex maximus, le souverain pontife.